# Plebejus amurensis
Plebejus amurensis är en fjärilsart som beskrevs av Otto Staudinger 1892. Plebejus amurensis ingår i släktet Plebejus och familjen juvelvingar. Inga underarter finns listade i Catalogue of Life.